# Lecanora subglomerulosa
Lecanora subglomerulosa är en lavart som beskrevs av H.Magn.. Lecanora subglomerulosa ingår i släktet Lecanora, och familjen Lecanoraceae. Arten är reproducerande i Sverige.